# Dvorec Bajnof
Dvorec Bajnof (nemško Weinhof) je stal v naselju Sevno v zdajšnji Mestni občini Novo mesto na južnem vznožju Trške gore.

## Zgodovina
Dvorec Bajnof se prvič neposredno omenja leta 1356 kot hof ze Weinperg, čeprav se že leta 1136 omenja nek Weingarten in gre domnevno za isti objekt. Stiški menihi so ta vinski dvorec leta 1591 prezidali v renesančni vinski dvorec. Klet je bila takrat največja in najboljša na Dolenjskem. Letnico njegove prezidave izpričuje kamnita napisna plošča, ki je bila nekdaj vzidana na fasadi stavbe, nato na gospodarskem poslopju Dežmanove domačije v bližnjem Mačkovcu, od leta 1977 pa je shranjena v Dolenjskem muzeju v Novem mestu.
Dvorec je nekaj časa pripadal družini Von Fichtenau. Kasneje ga je s poroko podedovala družina Medved. Leta 1803 so dvorec dodelili verskemu skladu, leta 1828 pa ga je kupil novomeški medičar Franc Ksaver Germ.
Med obema svetovnima vojnama je pripadal rodbini Trenz. Na Bajnofu je do druge svetovne vojne bila vinogradniška šola. Dvorec so 1942 požgali, izropali in uničili partizani, po vojni pa podrli. Danes je vidnih le še nekaj ostankov.
Danes tam deluje Grm Novo mesto - center biotehnike in turizma, v sklopu katerega je tudi Kmetijska šola Grm in biotehniška gimnazija s svojimi kmetijskimi površinami.